# エリック・ヘンニ

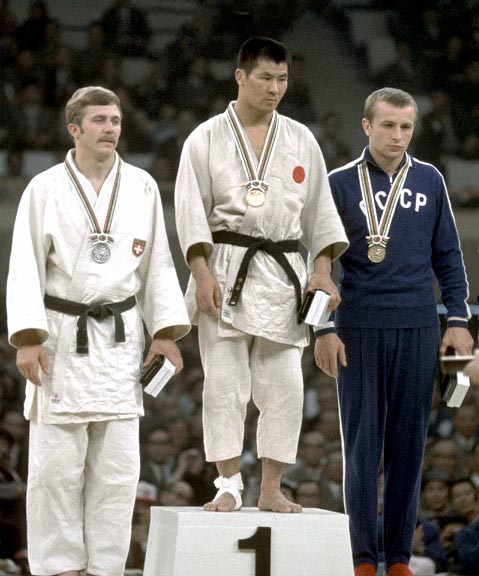
1964年東京オリンピックの柔道競技のメダル授賞式の様子。左端はヘンニ

エリック・ヘンニ（Eric Hänni、1938年12月19日 - 2024年12月25日）はスイス出身の柔道選手。階級は軽量級。身長172cm。段位は9段。

## 人物
1962年のスイス選手権軽量級で優勝を飾ると、以後1971年まで国内選手権で計6回の優勝を果たした。1964年のヨーロッパ選手権では無段の部で3位になった。東京オリンピックの軽量級では決勝まで進むも、中谷雄英に合技で敗れたが銀メダルを獲得した。
2024年12月25日に死去。86歳没。

## 主な戦績
- 1963年 - ドイツ国際　2位
- 1964年 - ヨーロッパ選手権　無段の部　3位
- 1964年 - 東京オリンピック　2位
- 1968年 - ドイツ国際　3位